# Црквена Водица
Црквена Водица је насељено место у општини Обилић на Косову и Метохији. Налази се на левој обали реке Ситнице, у подножју Чичавице, на километар североисточно од угљенокопа „Косово“.
Црквена Водица се састоји из три насеља: Брдско, Старо Корито, Школа и Јанина Вода. Ранији назив села је био Црвена Водица. Под тим именом су у неколико махова уписани у Девички катастих од 1763 год. до 1780. године, Срби житељи села Црвене и Цареве Водице као дародавци манастира Девича. У селу постоје остаци старе цркве и старо српско гробље са каменим крстачама ранијег српског насеља. На гробљу је подигнута скромна зграда за давање подушја.

## Основна школа
Паралелно са образовањем у Обилићу, развијало се школство и у околним селима. Црквена Водица, село надомак Обилића, имало је школу од 1931. године, али се, према причању мештана, настава у Црквеној Водици одвијала и раније, још од 1924. године, по приватним кућама. Први ђаци из овог села који су наставили школовање у Гимназији у Приштини били су Боривоје Митровић, Спира Милошевић, Павле Столић и Павле Ђорђевић. Настава се у Црквеној Водици одвијала у кући Стојка Столића, а затим у кући Јована Марковића, иначе тадашњег председника општине Косово Поље. Године 1928. почела је градња школске зграде, а завршена је 1931. Основну школу у Црквеној Водици похађали су ђаци из села Доброг Села, Лесковчића, Аде, Горњи Грабовац и засеока Јанине Воде.
Од 1999. године у селу се налази мултиетничка основна школа, која носи два назива, један на српском Основна школа „Доситеј Обрадовић“, а други на албанском језику „Фазли Грајћевци“, што преставља редак успешан пример суживота и толеранције. Наставно особље и деца користе исте просторије, а у подне се обавља примопредаја. Ради избегавања инцидената, на зидовима школе нису постављена никаква обележја.

## Порекло становништва по родовима
Подаци о пореклу становништва из 1933. године.
Порекло
- Перишанци или  раније Метејчани, Перишановићи па Ђорђевић (Илић) (7 к., Ђурђиц). Досељени из Подгорице, док им је старина била у 14 веку у Призрену. Оснивач данашње Црквене Водице је Ђорђе Перишановић по коме и главна улица у Црквеној Водици носи његово име,а на основу одлуке СНВ Црквене Водице из Децмбра 2002 године.
- Столићи или Пандури (7 к., Ђурђиц). Досељени из Црне Горе за Перишанцима као њихови рођаци.
- Менићи (4 к., Св. Тома). Расељени старинци старе Црвене Водице. Вратили се из В. Рибара после Пандура.
- Ивићи (5 к., Св. Ђорђе Алимпије) и Милошевићи (3 к., Св. Јован Крститељ), досељеници непознатог порекла.
- Враганци (3 к., Св. Никола). Пресељени из Гатња као и Славкови у Чагловици, јер су један род.
- Маџићи (2 к., Св. Никола). Старином су из Покаштице у Лабу, одакле су се доселили у Глободерицу (садашњи Обилић), па око 1870. прешли у Црквену Водицу.
- Ристић (1 к., Св. Никола), „довеђеник“ (доведен као пасторак) непознатог порекла.
- Марковић (1 к., Аранђеловдан). Дошао као „довеђеник“ око 1870. из Лапљег Села.
- Маљоци (2 к., Св. Петка). Старином су из Сибовца, потом су живели у Лесковчићу и Јаниној Води. У Црквену Водицу пресељени 1905.
- Терзићи (2 к., Св. Јован Златоусти). Пресељени из истоименог рода у Чагловици. Даљом су старином из Јавора код Пећи.
- Антић (1 к., Св. Врачи). Из Ковачице (Копаоничка шаља) за доласка мухаџира прешао у Топлицу, у село Точане. У Црквену Водицу досељен 1927. као колониста.

Роми
- Аламанчићи (3 к.). „Шетали“ свуда по Косову. У Црквену Водицу настањени око 1890.
- Рамићи (3 к.). Пресељени из Липљана 1908.
- Гуљани (2 к.). Пресељени из Лапљег Села 1908.

Алабански род
- Паљој (4 к.), од фиса Бериша. Пресељен је из В. Рибара почетком 19. века, а даља старина му је непозната. Првобитно је имао своју земљу, па продао, те био чифчија као и сви доцнији досељеници. Појасеви у 1933. од пресељења: Бајрам, Исмет, Суља, Бајрам, Исмаил (50 година).

## Председници
- |1989-1993= Јовица Николић дипл.ел.инж - ГГ Демократска странка СПО
- |1993-1996= Љубомир Митровић - СПС
- |1996-1999= Трајко Јовић - СПС
- |1999-5. октобар 1999= Велобор Стојановић СПС-Српска Народна Скупштина
- |5. октобар 1999-2000= Бранко Ђорђевић - Кризни Штаб - СРС
- |2000-2001= Јовица Николић дипл.ел.инж - Демократска странка Српско Национално Веће
- |2001-2002= Драгиша Јовић дипл.ел.инж. - Демократска странка
- |2002-2003= Ђорђевић Александар дипл.инж.руд. - Српско Национално Веће - ДСС
- |2003-2008= Љубомир Ђорђевић економиста - Демократска Алтернатива
- |2008-2010= Бранко Ђорђевић - СРС
- |2010-2012= Добри Грујић економиста - Демократска странка
- |2012-2016= Стевић Момчило економиста - СНС
- |2016-2024= Зоран Ђорђевић дипл.економиста - СНС

## Демографија
| Година       | 1948 | 1953 | 1961 | 1971 | 1981 | 1991 |
| ------------ | ---- | ---- | ---- | ---- | ---- | ---- |
| Становништво | 697  | 820  | 1037 | 1214 | 1510 | 1535 |

|  |